# Konstantia av Sicilien (cypriotisk drottning)
Konstantia av Sicilien, född 1304/06, död 1344, var drottning av Cypern, drottning av Armenien och titulärdrottning av Jerusalem.  Hon var gift tre gånger: med kung Henrik II av Cypern, titulärkung av Jerusalem, mellan 1317 och 1324; med kung Leon IV av Armenien 1331-1341, och med prins Johan av Cypern 1343-1344. 

## Biografi
Konstantia var dotter till kung Fredrik III av Sicilien och Eleonora av Anjou. Hon trolovades först med den franske prinsen Robert, yngste son till Filip IV, men han dog 1307 innan de hann gifta sig. 
År 1317 arrangerades äktenskapet med Henrik II av Cypern. Paret hade inga barn. Henrik II avled 1324. 
Konstantia gifte 1331 om sig med kung Leon IV av Armenien. Leon IV var starkt pro-västlig, och arbetade för ett närmande mellan katolska kyrkan och den armeniska kyrkan. Äktenskapet med Konstantia väckte anti-västliga känslor i Armenien. 1341 mördades Leon IV av sina egna baroner. 
Konstantia återvände till Cypern och gifte sig med Johan av Lusignan, Cyperns regent.